# Shuki Schwartz
Yehoshua Schwartz, detto Shuki (in ebraico שוקי שוורץ‎?; Kiryat Motzkin, 3 aprile 1954), è un ex cestista israeliano.

## Carriera
Con Israele ha partecipato a tre edizioni dei Campionati europei (1975, 1977, 1979) e ai Giochi asiatici del 1974.

## Palmarès
- Campionato israeliano: 6

Maccabi Tel Aviv: 1975-76, 1976-77, 1977-78, 1978-79, 1979-80, 1980-81
- Coppa di Israele: 5

Maccabi Tel Aviv: 1976-77, 1977-78, 1978-79, 1979-80, 1980-81
- Coppa dei Campioni: 2

Maccabi Tel Aviv: 1976-77, 1980-81
- Coppa Intercontinentale: 1

Maccabi Tel Aviv: 1980